# Christian Schwochow
Christian Schwochow (ur. 23 września 1978 w Bergen auf Rügen) – niemiecki reżyser i scenarzysta filmowy i telewizyjny.
Autor kilkunastu filmów fabularnych, telewizyjnych i krótkometrażowych. Współscenarzystką do większości jego filmów jest jego matka Heide Schwochow. Wspólnie stworzyli takie filmy, jak Marta i latający dziadek (2006), Listopadowe dziecko (2008), Popękana skorupa (2011), Druga strona muru (2013) czy Lekcja niemieckiego (2019). Sukces frekwencyjny w kinach odniósł dramat biograficzny Paula (2016), poświęcony życiu niemieckiej malarki Pauli Modersohn-Becker.
Schwochow reżyseruje również seriale telewizyjne - nakręcił m.in. dwa odcinku trzeciego sezonu serialu The Crown (2019).
Jego film fabularny Je Suis Karl (2021) został zaprezentowany w sekcji pozakonkursowej "Berlinale Special Gala" na 71. MFF w Berlinie.